# Rosaura Álvarez
Rosaura Álvarez Rodríguez (1945, Granada) es una poetisa española miembro de la Academia de Buenas Letras de Granada.

## Trayectoria
Nació en el Mirador de San Cristóbal, barrio del Albaicín, en un carmen tradicional, lugar que ha sido su lugar de residencia habitual.
No fue al colegio ya que sus padres le pusieron un profesor particular, depurado por el franquismo y amante de la literatura, que leía para toda la familia las tragedias de Shakespeare. El bachillerato lo realizó en el instituto aunque lo abandonó para dedicarse a la música. Unos años después lo retomó y se licenció en Ciencias de la Educación y en Geografía e Historia por la Universidad de Granada.
Ejerció como profesora de Historia del Arte. Sus estudios de música los compaginó con Dibujo y Pintura en la Escuela de Artes y Oficios de Granada y Grabado en la Fundación Rodríguez-Acosta a la que llegó de manos del pintor Manuel Maldonado. Fue amiga también del compositor Valentín Ruiz-Aznar, al que consideró uno de sus maestros. Sobre él versó su ensayo Perfil humano de Valentín Ruiz-Aznar (Granada, 2006). Realizó exposiciones desde 1975 a 1982.
Publicó su primer poema "Esencial Efigie" en la Antología en honor de Soto de Rojas, que organizó Antonio Gallego desde la Universidad de Granada en 1984.
Su tres primeros libros Hablo y anochece (1986), De aquellos fuegos sagrados (1988) y Diálogo de Afrodita (en tres tiempos) (1994) son libros de temática fundamentalmente amorosa, donde ya destacan las que son sus señas de identidad poética. Después vinieron El vino de las horas (1998) e Intimidades (Córdoba, 2001).
En 2002 fue miembro fundador de la Academia de Buenas Letras de Granada donde ha desempeñado el cargo de censora y coordinadora de la Sección de Poesía. Su discurso de ingreso, realizado en 2003, Sobre nueva poesía de mujer en España, desvela una preocupación por el tema del tiempo y la creación poética que, aunque presentes desde el inicio de su obra, serán fundamentales en su obra posterior.
Ha publicado antologías, Alrededor de la palabra (2005) y Cármenes (antología trilingüe: español, inglés y francés) (2005). Su poemario El áspid, la manzana (Madrid, 2006) recibió el Premio Internacional de poesía “Antonio Machado”, en Baeza, 2006. Con Alter ego (Sevilla, 2008) introdujo una revisión del propio universo desde nuevos espacios, lugares, personajes, películas, que sustituyen el yo poético en la imagen, pero no en la palabra que sigue siendo ese yo poético. Estos poemas rehúyen su habitual laconismo y experimenta con nuevos materiales en el tema y la forma.
Sus poemas forman parte la antología de Sharon Keefe Ugalde, En voz alta. Las poetas de la generación de los 50 y los 70.

## Poemarios
- Hablo y anochece, 1986.
- De aquellos fuegos sagrados, 1988 y 2008.
- Diálogo de afrodita (en tres tiempos), 1994.
- El vino de las horas, 1998.
- Intimidades, 2001. Alrededor de la palabra, 2005.
- Cármenes, Charms, Charmes (antología trilingüe), 2005.
- El áspid, la manzana, 2006.
- Alter ego, 2008. Lumbres apagadas, 2011.
- Sacro misterio de la natividad ,2015.
- Con arrimo, 2016.

## Reconocimientos
- En 2006 le fue concedido el Premio Internacional "Antonio Machado en Baeza".[8]